# Daniel Claudon
Daniel Claudon (ur. 30 sierpnia 1943 w Cornimont) – francuski biathlonista. W 1969 roku wystąpił na mistrzostwach świata w Garmisch-Partenkirchen, gdzie zajął siódme miejsce w sztafecie. Najlepsze wyniki osiągnął podczas mistrzostw świata w Hämeenlinna w 1971 roku, gdzie był czwarty w biegu indywidualnym i dziewiąty w sztafecie. Walkę o podium przegrał tam z Magnarem Solbergiem z Norwegii. Był też między innymi piąty w tej samej konkurencji na mistrzostwach świata w Östersund w 1970 roku. W 1972 roku wystartował na igrzyskach olimpijskich w Grenoble, zajmując dziesiąte miejsce w sztafecie. Brał również udział w igrzyskach w Sapporo w 1972 roku, plasując się na dziesiątej pozycji w biegu indywidualnym i trzynaste w sztafecie. Nigdy nie wystąpił w zawodach Pucharu Świata.

## Osiągnięcia

### Igrzyska olimpijskie
| Rok  | Miejscowość | Konkurencje | Konkurencje | Konkurencje | Konkurencje | Konkurencje | Konkurencje | Konkurencje |
| Rok  | Miejscowość | IN          | SP          | PU          | MS          | RL          | MR          | SR          |
| ---- | ----------- | ----------- | ----------- | ----------- | ----------- | ----------- | ----------- | ----------- |
| 1968 | Grenoble    | –           | nd.         | nd.         | nd.         | 10.         | nd.         | –           |
| 1972 | Sapporo     | 10.         | nd.         | nd.         | nd.         | 13.         | nd.         | –           |

### Mistrzostwa świata
| Rok  | Miejscowość            | Konkurencje | Konkurencje | Konkurencje | Konkurencje | Konkurencje | Konkurencje | Konkurencje |
| Rok  | Miejscowość            | IN          | SP          | PU          | MS          | RL          | MR          | SR          |
| ---- | ---------------------- | ----------- | ----------- | ----------- | ----------- | ----------- | ----------- | ----------- |
| 1966 | Garmisch-Partenkirchen | –           | nd.         | nd.         | nd.         | 7.          | nd.         | –           |
| 1969 | Zakopane               | 41.         | nd.         | nd.         | nd.         | 8.          | nd.         | –           |
| 1970 | Östersund              | 5.          | nd.         | nd.         | nd.         | 11.         | nd.         | –           |
| 1971 | Hämeenlinna            | 4.          | nd.         | nd.         | nd.         | 9.          | nd.         | –           |
| 1973 | Lake Placid            | 15.         | nd.         | nd.         | nd.         | 7.          | nd.         | –           |